# Diaphorus edwardsi
Diaphorus edwardsi är en tvåvingeart som beskrevs av Van Duzee 1930. Diaphorus edwardsi ingår i släktet Diaphorus och familjen styltflugor. Inga underarter finns listade i Catalogue of Life.